# Je crois
"Je crois" är den andra singeln från den belgiska sångaren Roberto Bellarosas debutalbum Ma voie. Den släpptes den 6 juli 2012 för digital nedladdning från Itunes Store. Låten är skriven av Quentin Mosimann, Thierry Leteurtre och Maud Brooke, och är Bellarosas första egna låt då hans debutsingel "Jealous Guy" var en coverlåt.
Den officiella musikvideon laddades upp på Bellarosas Vevokanal på Youtube den 27 juli 2012 och har i december samma år haft nästan 100 000 visningar. Den 14 juli 2012 placerade sig låten på den belgiska albumlistan Ultratop på plats 37. Den återvände inte till listan veckan efter.

## Listplaceringar
| Lista (2012)                 | Topplacering |
| ---------------------------- | ------------ |
| Belgien (Ultratop Vallonien) | 37           |